# Побочная доминанта
Побо́чная домина́нта — функция в мажорно-минорной тональности, аккорд, выполняющий функцию доминанты по отношению к нетонической ступени лада, как если бы она была тоникой. В общем виде обозначается как Dп, в конкретном случае — D/[ступень], где «ступень» — номер ступени, к которой строится побочная доминанта, например, D/III — «побочная доминанта к третьей ступени».
В мажоре побочные доминанты строятся к следующим ступеням: II, III, IV, V, VI; в миноре — к III, IV, V, VI, VII. Характерный признак любой доминанты — вводный тон (в «обычных» доминантах это VII ступень, тяготеющая в I).
Вводные тоны побочных доминант и их разрешения образуют движение по звукам восходящей хроматической гаммы. В связи с этим может возникнуть впечатление, что побочные доминанты служат средством для создания модуляционного движения, то есть для перехода в другую тональность. Но на самом деле они являются аккордами данной тональности и принадлежат её системе, хотя и подчеркивают направленность функционального движения не к тонике, а к другим ступеням.
Побочные доминанты занимают важное место в развитии гармонии. Их появление позволило разнообразить возможности использования тональности при сохранении её единства, добавило новые варианты функционального движения (к аккордам нетонических ступеней). Также использование побочных доминант вносит разнообразие в мелодическое движение за счет использования хроматических звуков.
Наибольшее распространение в классической гармонии получили аккорды D/V (по терминологии Гуго Римана «двойные доминанты», обозначение DD) и D/IV.

## Примеры
1. В ля миноре ре-мажорное трезвучие является побочной доминантой к седьмой ступени (D/VII);
2. В соль мажоре ля-мажорное трезвучие является побочной доминантой к пятой ступени (D/V, DD).